# Charles Devantay
Charles Devantay (* 14. Februar 1998) ist ein Schweizer Sprinter, der sich auf den 400-Meter-Lauf spezialisiert hat.

## Sportliche Laufbahn
Erste internationale Erfahrungen sammelte Charles Devantay im Jahr 2016, als er bei den U20-Weltmeisterschaften in Bydgoszcz mit 48,42 s in der ersten Runde über 400 Meter ausschied. Im Jahr darauf erreichte er bei den U20-Europameisterschaften in Grosseto den Halbfinal und schied dort mit 47,92 s aus, während er mit der Schweizer 4-mal-400-Meter-Staffel in 3:11,67 min den sechsten Platz belegte. 2018 nahm er mit der Staffel an den Europameisterschaften in Berlin teil, wurde dort aber im Vorlauf disqualifiziert. Im Jahr darauf schied er bei den U23-Europameisterschaften in Gävle mit 47,18 s im Halbfinal aus und wurde mit der Staffel in 3:10,46 min Sechster. Anschliessend scheiterte er bei den Militärweltspielen in Wuhan mit 47,59 s in der Vorrunde und verpasste auch mit der Staffel mit 3:13,33 min den Finaleinzug. 2021 startete er bei den Halleneuropameisterschaften in Toruń und kam dort mit 47,77 s nicht über die erste Runde hinaus. Im Jahr darauf kam er bei den Europameisterschaften in München mit der Staffel in der Vorrunde nicht ins Ziel und 2023 belegte er bei den Spielen der Frankophonie in Kinshasa in 47,06 s den sechsten Platz über 400 Meter. 2024 wurde er bei den Europameisterschaften in Rom mit der Staffel im Vorlauf disqualifiziert. Anschließend verpasste er bei den Olympischen Sommerspielen in Paris mit 3:12,77 min den Finaleinzug in der Mixed-Staffel.
In den Jahren 2021, 2023 und 2024 wurde Devantay Schweizer Hallenmeister im 400-Meter-Lauf.

## Persönliche Bestleistungen
- 400 Meter: 45,50 s, 27. Juli 2024 in Lausanne
  - 400 Meter (Halle): 46,66 s, 21. Februar 2021 in Magglingen